# Diana Martín Giménez
Diana Martín Giménez (Madrid, 1 de abril de 1981) es una atleta española de medio fondo, especializada en 3000 metros obstáculos. Ha participado en su especialidad en los Juegos Olímpicos de 2012, quedando eliminada en la primera ronda con un tiempo de 9:35.77. Dos años después, en el campeonato de Europa logró la medalla de bronce con un tiempo de 9:30.70, su mejor marca personal en los 3000 m obstáculos.

## Resultados en competiciones internacionales
| Año  | Competición               | Lugar        | Puesto  | Disciplina        | Marca    |
| 2006 | Campeonato de Europa      | Goteborg     | 14º (s) | 3000 m obstáculos | 9:47.52  |
| 2007 | Universiada               | Bangkok      | 6º      | 3000 m obstáculos | 10:05.22 |
| 2007 | Campeonato Mundial        | Osaka        | 24º (s) | 3000 m obstáculos | 9:53.88  |
| 2009 | Campeonato Mundial        | Berlín       | 26º (s) | 3000 m obstáculos | 9:42.39  |
| 2010 | Campeonato Iberoamericano | San Fernando | 3º      | 3000 m            | 9:06.53  |
| 2011 | Campeonato Mundial        | Daegu        | 24º(s)  | 3000 m obstáculos | 10:04.59 |
| 2012 | Campeonato de Europa      | Helsinki     | 8º      | 3000 m obstáculos | 9:45.36  |
| 2012 | Juegos Olímpicos          | Londres      | 21º (s) | 3000 m obstáculos | 9:35.77  |
| 2013 | Campeonato Mundial        | Moscú        | 11º     | 3000 m obstáculos | 9:49.03  |
| 2014 | Campeonato de Europa      | Zúrich       | 3º      | 3000 m obstáculos | 9:30.70  |
| 2016 | Campeonato de Europa      | Ámsterdam    | 8º      | 3000 m obstáculos | 9:43.65  |